# Hayao Kawabe
Hayao Kawabe (født 8. september 1995) er en japansk fodboldspiller, som spiller for den japanske fodboldklub Sanfrecce Hiroshima.